# Roztocze

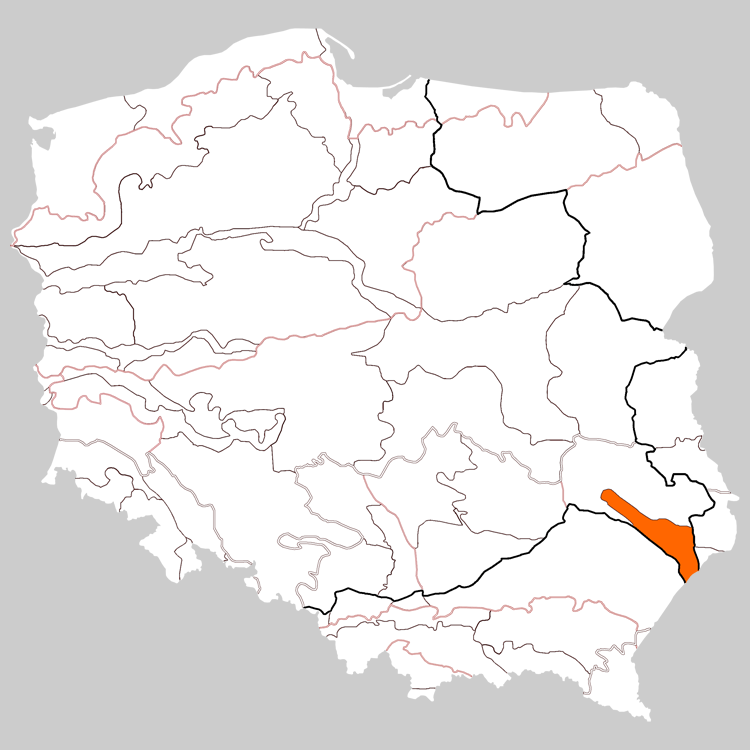
Roztocze na mapě Polska

Roztocze (polsky) či Roztoččja (ukrajinsky Розточчя) je pás vysočiny ve východním Polsku (Lublinské a Podkarpatské vojvodství) a na západní Ukrajině (Lvovská oblast). Roztocze je přibližně 180 km dlouhé, 15 km široké a vystupuje v průměru o 100 až 150 m nad okolní rovinatou krajinu. Nejvyšším bodem je Vysokyj Zamok nad centrem Lvova (413 m n. m.), v Polsku je nejvyšší Długi Goraj (391,5 m).

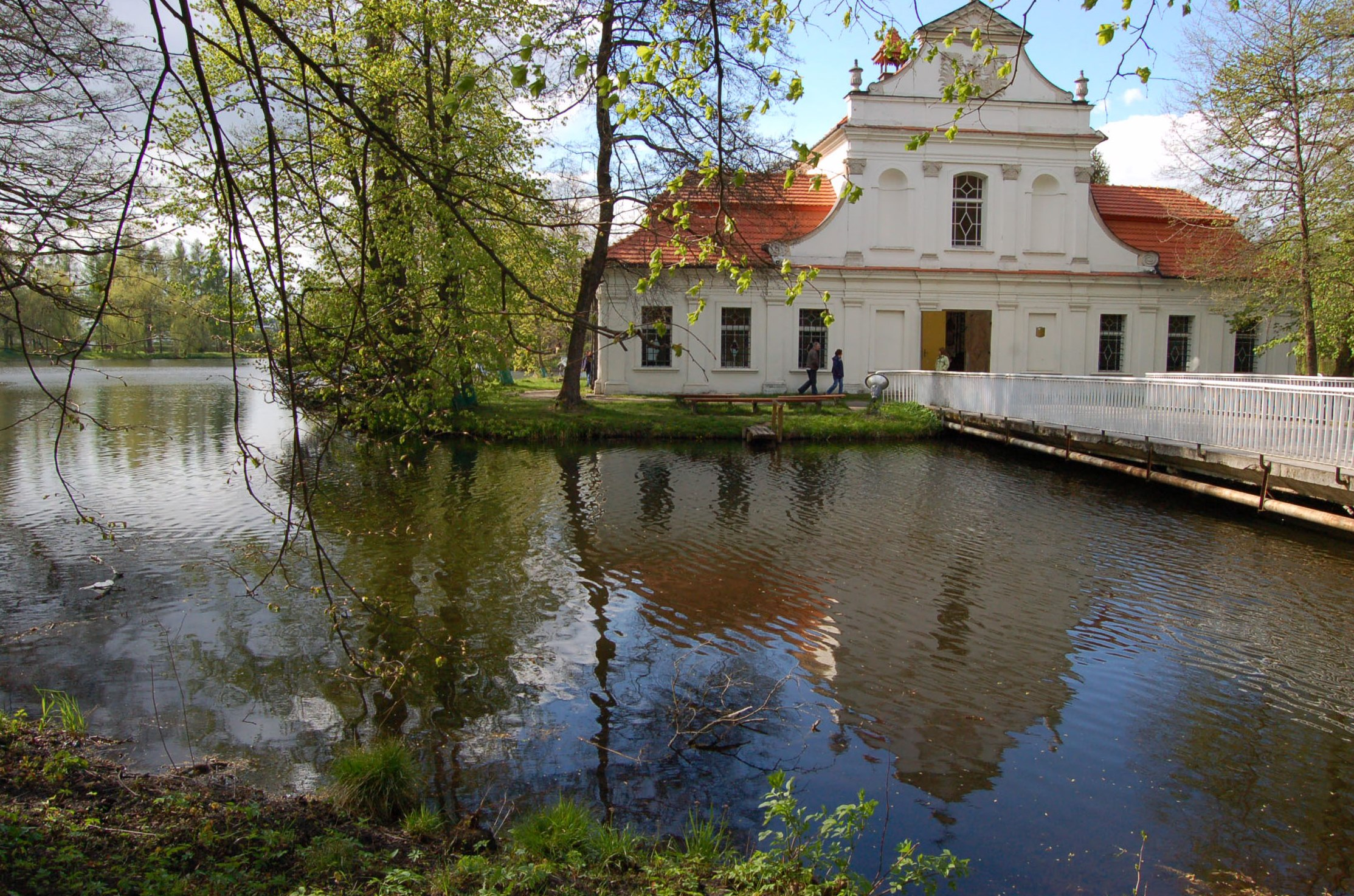
Kostel Sv. Jana Nepomuckého v Zwierzynci, sídle národního parku Roztocze

Část polského Roztocze chrání Národní park Roztocze sídlící v Zwierzynci, na polské i ukrajinské straně bylo vyhlášeno několik menších rezervací. Pramení zde řeka Wieprz a několik přítoků Sanu, Bugu a Dněstru. Prochází tudy hlavní silnice spojující Lublin a Lvov. Významná roztoczanská města jsou (od severozápadu k jihovýchodu): Kraśnik, Biłgoraj, Zwierzyniec, Zamość, Tomaszów Lubelski, Bełżec, Rava-Ruska, Žovkva a Lvov.

## Zajímavosti
Na území NP Roztocze byly v 90. letech minulého století a v prvním desetiletí 21. století paleontologem Gerardem Gierlinskim a jeho kolegy objeveny fosilní otisky stop druhohorních dinosaurů.